# إدوارد لي روي
إدوارد لي روي (بالفرنسية: Édouard Le Roy) هو رياضياتي وبروفيسور وفيلسوف فرنسي، ولد في 18 يونيو 1870 في الدائرة الثامنة في باريس في فرنسا، وتوفي في 9 نوفمبر 1954 في باريس في فرنسا.

## وصلات خارجية
- إدوارد لي روي على موقع الموسوعة البريطانية (الإنجليزية)